# Pyripnoa camptozona
Pyripnoa camptozona là một loài bướm đêm trong họ Noctuidae.